# THC Hurley
THC Hurley (Tennis en Hockeyclub Hurley) is een Nederlandse hockeyclub uit Amstelveen. De club komt in het seizoen 2024-25 bij zowel de dames als de heren uit op het hoogste niveau (Hoofdklasse).

## De club
Hurley is opgericht op 12 juli 1932 in Amsterdam. De eerste vestigingsplaats was de Van Hoogendorpstraat in de Staatsliedenbuurt. De club verhuisde in de loop der jaren achtereenvolgens van het Museumplein en de Zuidelijke Wandelweg in 1948 naar het Amsterdamse Bos.
Een kleine keet deed als clubhuis dienst en dat werd ook de naam van het clubblad: "De Keet". Maar de ontwikkelingen gingen snel. In 1962 werd een nieuw clubhuis ontworpen door de architect Clim Meyer. In 1983 werd het eerste kunstgrasveld aangelegd en in 1999 het derde.
Hurley groeide door en is met ruim 2000 leden nu een van de grootste hockeyclubs van Nederland. Een besluit voor weer een nieuw clubhuis was noodzakelijk, want met haar grote ledenaantal was Hurley volledig uit haar clubhuis gegroeid. Op 21 september 2003 werd het nieuwe clubhuis geopend.

## De naam
De naam van de club is afkomstig van het van oorsprong Ierse balspel "Hurling". Hurling is een combinatie van rugby, voetbal en hockey, waarbij met een hurley, een soort stick, wordt gespeeld. Het is een zeer snelle, ruwe sport, waarbij echter zelden ernstige blessures voorkomen. Hurling kwam als populair spel reeds in de Keltische mythologie voor. Tot op de dag van vandaag worden er in Ierland nog steeds jaarlijkse hurlingkampioenschappen gehouden.

## Tenue
Het thuis-tenue van Hurley bestaat uit een blauw-wit shirt met clubbadge, een donkerblauwe broek/rok en donkerblauwe sokken met een ingeborduurde clubbadge aan de voorkant.
Het uit-tenue van Hurley bestaat uit een rood-donker rood shirt met clubbadge en een witte kraag, een witte broek/rok en witte sokken met een ingeborduurde clubbadge aan de voorkant.

## Tophockey
Dames 1 speelde in ieder geval vanaf het seizoen 2006-2007 in de Overgangsklasse, totdat zij aan het eind van het seizoen 2009-2010 promoveerde naar de Hoofdklasse. In de Hoofdklasse zijn ze opgeklommen tot een middenmoter en zij eindigden in seizoen 2012-2013 op de 6e plaats. In het seizoen 2013-2014 bereikten zij hun beste klassering ooit: 5e.
Heren 1 speelde tot het seizoen 2008-2009 veelvuldig in de Overgangsklasse. In het seizoen 2009-2010 speelde Heren 1 in de Hoofdklasse. In de laatste wedstrijd van het seizoen werd in een rechtstreeks duel verloren van SCHC waardoor Hurley weer degradeerde naar de Overgangsklasse.
In het seizoen 2010-2011 promoveerde Hurley na een spannende "play-in/play-out serie" van 6 wedstrijden tegen respectievelijk Schaerweijde en HDM weer naar de Hoofdklasse. Het is dan 11 jaar geleden dat Hurley voor het laatst met de twee hoogste teams tegelijk in deze klasse speelde. Dit duurde maar een jaar. Op zondag 5 mei 2013 werd Hurley wederom kampioen van de Overgangsklasse door een 9-3-overwinning op Push. Hierdoor spelen in het seizoen 2013-2014 Dames 1 en Heren 1 beide weer in de Hoofdklasse. Heren 1 wist in dit seizoen voor het eerst in 12 jaar zonder play-outs in de Hoofdklasse te blijven: zij eindigden op de 8e plaats. Ook in de seizoenen 2018-19 en 2019-20 spelen de heren niet in de hoofdklasse.
| 9 B |

| 2 B |

| 2 B |

| 3 A |

| 1 B |

| 6 |

| 9 |

| 10 |

| 10 |

| 7 |

| 10 |

| 12 |

| 2 A |

| 2 A |

| 3 A |

| 1 A |

| 1 A |

| 12 |

| 1 B |

| 12 |

| 1 |

| 8 |

| 8 |

| 7 |

| 12 |

| 1 |

| 1 |

| 11 |

| 10 |

| Overgangsklasse |

| Hoofdklasse |

| Overgangsklasse |

| Hoofdklasse |

| 9 B |

| 2 B |

| 2 B |

| 3 A |

| 1 B |

| 6 |

| 9 |

| 10 |

| 10 |

| 7 |

| 10 |

| 12 |

| 2 A |

| 2 A |

| 3 A |

| 1 A |

| 1 A |

| 12 |

| 1 B |

| 12 |

| 1 |

| 8 |

| 8 |

| 7 |

| 12 |

| 1 |

| 1 |

| 11 |

| 10 |

| Overgangsklasse |

| Hoofdklasse |

| Overgangsklasse |

| Hoofdklasse |

| 4 B |

| 2 B |

| 1 B |

| 10 |

| 7 |

| 11 |

| 1 B |

| 10 |

| 11 |

| 2 A |

| 1 A |

| 1 A |

| 11 |

| 4 A |

| 2 A |

| 12 |

| 1 A |

| 8 |

| 8 |

| 6 |

| 5 |

| 7 |

| 6 |

| 8 |

| 7 |

| 7 |

| 6 |

| 6 |

| Overgangsklasse |

| Hoofdklasse |

| Overgangsklasse |

| Hoofdklasse |

| 4 B |

| 2 B |

| 1 B |

| 10 |

| 7 |

| 11 |

| 1 B |

| 10 |

| 11 |

| 2 A |

| 1 A |

| 1 A |

| 11 |

| 4 A |

| 2 A |

| 12 |

| 1 A |

| 8 |

| 8 |

| 6 |

| 5 |

| 7 |

| 6 |

| 8 |

| 7 |

| 7 |

| 6 |

| 6 |

| Overgangsklasse |

| Hoofdklasse |

| Overgangsklasse |

| Hoofdklasse |

## (Oud-)internationals van THC Hurley
Nederland:
- Maartje Cox[3]
- Sabine van Silfhout[4]
- Margot Zuidhof[5]
- Marente Barentsen[6]

Schotland
- Kenny Bain[7]
- David Forsyth

Ierland
- Andy McConnell
- Phelie Maguire

Zuid-Afrika
- Justin Reid-Ross